# ایسراپافانت
ایسراپافانت (انگلیسی: Israpafant) دارویی است که به عنوان یک آنتاگونیست انتخابی برای گیرنده فاکتور فعال کننده پلاکت عمل می کند، و در آغاز برای درمان آسم ساخته شد. ساختار شیمیایی آن یک تینوتریازولودیازپین است که نزدیک به اتیزولام مشتق از بنزودیازپین آرام بخش است. با این حال، ایسراپافانت بسیار محکم تر به گیرنده فاکتور فعال کننده پلاکت متصل می شود. مشخص شده است که ایسراپافانت فعال شدن سلول های ائوزینوفیل را مهار می کند، و در نتیجه توسعه پاسخ های ایمنی را به تاخیر می اندازد. همچنین نشان داده شده است که دارای خواص ضد نفروتوکسیک است، و انتقال کلسیم را تسهیل می کند.